# Top Spin 3
Top Spin 3 je tenisová videohra z roku 2008, kterou vyvinulo studio PAM Development. Vydala ji společnost 2K pro konzole PlayStation 3, Wii, Xbox 360 a Nintendo DS. Pokračování Top Spin 4 vyšlo o tři roky později.

## Hratelnost
Do sportovního titulu Top Spin 3 byly přidány různé nové funkce, a to například:
- Začlenění pravé páčky na ovladači umožňující přesnější pohyby a rozmanitost střel.
- Přesnější vyobrazení pohybů a podob světových tenistů spolu s jejich oblečením.
- Mezi hratelnými postavami jsou též tenisové legendy.
- Hráči mají možnost zúčastnit se hodnocených online turnajů a zápasů zvaných World Tour. Nová sezóna začíná každý 1. a 16. den v měsíci.

### Dostupní hráči
Ve hře je možné hrát za tyto hráče:

#### Asociace tenisových profesionálů
- Mario Ančić
- Tomáš Berdych
- James Blake
- Roger Federer
- Tommy Haas
- Gaël Monfils
- Andy Murray
- Rafael Nadal
- David Nalbandian
- Mark Philippoussis
- Andy Roddick

#### Ženská tenisová asociace
- Justine Heninová
- Světlana Kuzněcovová
- Maria Šarapovová
- Amélie Mauresmová
- Nicole Vaidišová
- Caroline Wozniacká

#### Legendy
- Boris Becker
- Björn Borg
- Monica Selešová

## Hudba
Ve hře lze slyšet písně od umělců, jako jsou Jamiroquai, Calvin Harris, Boys Like Girls, The Go! Team, The Stone Roses, a Franz Ferdinand.